# Томаев, Сослан Алиханович
Сосла́н Алиха́нович Тома́ев (осет. Томайты Алиханы фырт Сослан; 13 мая 1979, Алагир, Северо-Осетинская АССР) — российский борец вольного стиля, чемпион России (2001) и серебряный призёр чемпионата Европы (2001). Мастер спорта международного класса по вольной борьбе.

## Биография
Родился 13 мая 1979 года в городе Алагир Северо-Осетинской АССР. Вольной борьбой начал занимать под руководством Аслана Цогоева и Савелия Агузарова. В 1995 году становится чемпионом мира среди кадетов. В 1995 становится первым на чемпионате мира среди юниоров в Москве. В 1997 году становится серебряным призёром чемпионата России в Кызыле. С 1998 года входит в состав сборной команды России. В 2000 году становится третьим на чемпионате России в Санкт-Петербурге. В 2001 году становится чемпионом России в Москве, серебряный призёром чемпионата Европы в Будапеште и победителем международного турнира «Grand Prix of Germany» в Лейпциге.

## Спортивные достижения
- Чемпион России в Москве (2001)
- Победитель международного турнира «Grand Prix of Germany» в Лейпциге (2001)
- Чемпион мира среди кадетов (1995)
- Чемпион мира среди юниоров в Москве (1996)